# Ardisia nigropunctata
Ardisia nigropunctata är en viveväxtart som beskrevs av Oerst.. Ardisia nigropunctata ingår i släktet Ardisia och familjen viveväxter. Inga underarter finns listade i Catalogue of Life.